# Pontificio Ateneo Regina Apostolorum
El Pontificio Ateneo Regina Apostolorum es una institución universitaria católica con sede en Roma, Italia. Fue erigido por la Congregación para la Educación Católica el 15 de septiembre de 1993. Está dirigido por los Legionarios de Cristo y la federación Regnum Christi. Actualmente cuenta con cerca de 1500 alumnos de 74 países. Está situado en el lado oeste de Roma, en la zona Aurelio, no muy lejos de la Ciudad del Vaticano.

## Historia
La Congregación para la Educación Católica erigió el Ateneo con las Facultades de Teología y Filosofía el 15 de septiembre de 1993. Posteriormente el papa Juan Pablo II, el 20 de julio de 1998, le concedió el título de "Pontificia". El 23 de abril de 1999 se erige el Instituto Superior de Ciencias Religiosas, unido a la Facultad de Teología. El 31 de diciembre de 2000, el cardenal Angelo Sodano inauguró la sede actual. La Congregación para la Educación Católica erigió la Facultad de Bioética el 21 de mayo de 2001.

## Facultades
El Pontificio Ateneo Regina Apostolorum cuenta con tres facultades: filosofía, teología y bioética. Las tres facultades del Pontificio Ateneo Regina Apostolorum ofrecen los siguientes ciclos de estudio:
- Bachillerato (grado del primer nivel). Dura tres años (seis semestres).

- Licenciatura (grado magistral). Dura dos años (cuatro semestres).

- Doctorado: Consiste en la preparación de la tesis doctoral bajo la dirección de un docente, en el que el estudiante ofrece una aportación personal a la materia específica de una de las tres facultades. La duración mínima es de dos años. Tras la defensa de la tesis y su publicación, se concede el título de doctor.

### Instituto Superior de Ciencias Religiosas (ISCR)
Unido a la Facultad de Teología, otorga el grado académico de Bachillerato y Licenciatura en Ciencias Religiosas. Está dirigido especialmente a religiosos y laicos interesados en el estudio y profundización de las ciencias religiosas, el crecimiento espiritual y la preparación para la enseñanza de la religión en las escuelas primarias y secundarias.

## Institutos

### Instituto de Estudios Avanzados sobre la Mujer
Es uno de los primeros centros de estudios sistemáticos y multidisciplinares sobre la mujer en su identidad y campos de acción, que fomenta la colaboración entre hombres y mujeres en todos los ámbitos: en la investigación, en la Iglesia, en el mundo laboral y en el económico. En la reflexión y el estudio subyace la premisa de que el hombre y la mujer solo pueden comprenderse plenamente en su relación de reciprocidad.
Dentro del Instituto, es posible estudiar a fondo el papel de la mujer en ámbitos relacionados con la identidad de género y la psicología, así como en áreas relacionadas con la economía y el mercado laboral.

### Cátedra UNESCO de Bioética y Derechos Humanos
Esta cátedra, integrada en la Facultad de Bioética, persigue el objetivo de analizar y estudiar a fondo las cuestiones de bioética en relación con los derechos humanos. Este proceso se basa en una bioética humanista de inspiración cristiana y se manifiesta a través de la enseñanza, la investigación científica y la promoción de actividades de divulgación del pensamiento.
La Organización de las Naciones Unidas para la Educación, la Ciencia y la Cultura —UNESCO— ha firmado un acuerdo con el Ateneo Pontificio Regina Apostolorum y la Universidad Europea de Roma, por el que se crea una Cátedra UNESCO de Bioética y Derechos Humanos. La Cátedra está integrada en la Facultad de Bioética del Regina Apostolorum y en la Facultad de Derecho de la Universidad Europea de Roma; promueve un amplio intercambio de ideas y experiencias diferentes a través del diálogo entre instituciones de enseñanza superior de distintos países, especialmente de países en desarrollo.

### Instituto Ciencia y fe
El Instituto Ciencia y Fe se inspira en las directrices que propone la encíclica Fides et ratio de Juan Pablo II. Los objetivos educativos son: la enseñanza, la investigación y la publicación de estudios sobre la relación entre ciencia y fe, para dar respuestas a las cuestiones éticas y antropológicas más sentidas de nuestra historia, tratando de proporcionar un punto de acuerdo en la búsqueda de la verdad.
El Instituto organiza y lleva a cabo actividades de investigación y enseñanza sobre los temas centrales del debate entre sacralidad y método científico. La oferta de estudios brinda una formación avanzada para profesionales que deseen mejorar sus conocimientos teóricos y culturales sobre la relación entre ciencia y fe. El Instituto ha puesto en marcha una serie de cursos internacionales de formación avanzada sobre temas relacionados con el diálogo entre ciencia y fe. Diplomas de enseñanza superior, diplomas de especialización, másteres y conferencias.
De este instituto se desprenden otros grupos:
- Grupo de investigación Symbiosis, coordinado por Pietro Ramellini.
- GeoAstroLab, coordinado por Gianluca Casagrande, en colaboración con GREAL de la UER (enlace estación meteorológica).
- SRM – Science and Religion in Media, dirigido por Paolo Centofanti .
- Neurobioética, coordinado por Alberto Carrara, Rafael Pascual, Alberto García, en colaboración con la Cátedra UNESCO de Bioética y Derechos Humanos .
- Othonia – Grupo de Investigación de la Sábana Santa de Turín, coordinado por el P. Rafael Pascual LC.

### Instituto Sacerdos
El Instituto Sacerdos es una institución académica internacional consciente de la importancia de la vocación y la misión de los sacerdotes, verdaderos «cooperadores de Dios». Ofrece formación espiritual, teológica y pastoral permanente para que los presbíteros sean pastores fieles y celebren el culto. El Instituto ofrece a los sacerdotes y a todos los estudiantes herramientas de formación para que puedan realizar ese aprendizaje permanente mencionado en Pastores Dabo Vobis. La oferta formativa del Instituto propone una serie de cursos de carácter internacional destinados a fomentar distintos aspectos de la caridad pastoral. Desde la renovación sacerdotal hasta la formación continua para formadores de seminarios y el curso para directores espirituales, así como el estudio de la oración de liberación y exorcismo.

### Instituto de Ética Económica y Doctrina Social “FIDELIS”
El Instituto de Ética Económica y Doctrina Social FIDELIS es un centro de investigación en ética aplicada, que busca promover una visión integral de la acción económica que respete la dignidad de la persona y esté orientada hacia el bien común. Es parte de una red internacional de centros de investigación agrupados en Fidelis (International Institute for Business Ethics).

### Centro de Estudios Juan Pablo II
El Centro de Estudios Juan Pablo II, creado en el 2010, recoge las publicaciones, escritos y documentaciones fotografías y cinematográficas sobre el Papa Juan Pablo II, con el fin de crear una biblioteca y cineteca dedicada al Pontífice. El Centro también tiene el propósito de difundir y profundizar en los temas queridos a Juan Pablo II, recogiendo las líneas originales de su pensamiento y magisterio.

## Cursos especiales

### Másteres

#### Máster en Iglesia, Ecumenismo y Religiones
Organizado por la Facultad de Filosofía, el Máster en Iglesia, Ecumenismo y Religiones quiere ser un recorrido formativo para conocer las Religiones, las Iglesias Cristianas, los Movimientos Religiosos Alternativos y su relación con la Iglesia Católica en el mundo de hoy.

#### Máster en Asesoramiento Filosófico y antropológico existencial
Organizado por la Facultad de Filosofía, en colaboración con el Instituto de Filosofía y Antropología clínica existencial, Counseling, investigación y formación (IFACEcrf), el Máster tiene ofrece la adquisición de los instrumentos, propios de las ciencias humanas, para ejercer la profesión de asesor filosófico que se propone como una figura de apoyo para aquellos que buscan el sentido de su propia existencia.

#### Máster “Ciencia y Fe”
Organizado por la Facultad de Filosofía, el Máster es parte del proyecto STOQ (Science, Theology and the Ontological Quest) del que forman parte otras Universidades Pontificias. Está dirigido a las figuras profesionales altamente especializadas que desean desarrollar y profundizar habilidades teórico-culturales en la relación entre la ciencia y la fe.

#### Máster en Bioética
El Máster en Bioética está diseñado para aquellas personas que deseen enriquecer su actividad profesional con una mayor comprensión de las cuestiones de bioética.

#### Máster Trabajo, Familia y Liderazgo Femenino
Organizado y patrocinado por el Instituto de Estudios Superiores sobre la Mujer, este Máster es el primer Máster europeo dedicado enteramente al estudio y la investigación de nuevas soluciones para los problemas de conciliación familia-trabajo, promoviendo una nueva cultura organizativa, basada en una concepción de los trabajadores como personas. Ofrece una sólida preparación interdisciplinar, que permite adquirir conocimientos especializados y necesarios para actuar los cambios organizativos y responder a las exigencias de eficacia de las empresas, promoviendo contemporáneamente del bienestar de los trabajadores.

#### Máster en Arquitectura, Arte Sacra y Liturgia
Organizado en colaboración con la Universidad Europea de Roma, tiene como objetivo hacer posible la adquisición de un gran patrimonio de experiencia y reflexión de la tradición cristiana, en mérito a la belleza y a la creatividad artística, con la intención de promover un lenguaje artístico-arquitectónico. El máster pretende reelaborar y proponer una posición clara del nuevo arte cristiano contemporáneo y favorecer un proceso de maduración dirigido a los eclesiásticos interesados, arquitectos, ingenieros, artistas, historiadores del arte, seminaristas y todos las figuras llamadas a hacer frente a las autoridades civiles de cada país, dispuestas a la realización de nuevas obras y la conservación del Patrimonio Cultural de la Iglesia.

### Cursos

#### Curso Internacional de Actualización en Bioética
Este curso está diseñado para afrontar un tema determinado de bioética y profundizarlo hasta su misma esencia. Los profesores de la Facultad de Bioética y expertos externos, provenientes de diversos países, afrontarán los temas determinados. Además de las clases se desarrollarán actividades de reflexión y discusión común, promoviendo, de esta forma, la participación activa de todos los estudiantes.
El curso se realiza durante los meses de verano de junio y julio con una duración de dos semanas.

#### Curso Estivo Internacional organizado por el Instituto de Estudios Superiores de la Mujer
El Instituto ofrece un curso internacional durante el verano sobre los diversos problemas relacionados con el universo femenino en una perspectiva interdisciplinaria, estimulante e innovadora. Los temas de los cursos, que varían de año en año, giran en torno al conocimiento de las mujeres, su identidad y su situación en los diversos sectores sociales y culturales. Los cursos están siempre orientados a ofrecer un cuidadoso análisis de los diversos problemas contemporáneos así como se plantean en el ámbito del estudio científico y filosófico, y a través de un enfoque internacional. 

#### Curso para Formadores de Seminarios
El Pontificio Ateneo Regina Apostolorum organiza cada año un curso internacional para los formadores responsables de la formación en los seminarios. Es una oportunidad de actualización e intercambio entre los sacerdotes provenientes de diferentes países. El curso, desarrollado en sesiones teórico-prácticas, tiene en cuenta la evolución de los problemas de la cultura contemporánea y ofrece una visión integral del proceso educativo. Dirigida a los obispos, rectores, directores espirituales y otros formadores, el curso se lleva a cabo en un clima fraterno de auténtica espiritualidad sacerdotal.

#### Curso de renovación espiritual para sacerdotes
Patrocinado por el Instituto Sacerdos, el curso se desarrolla anualmente en Jerusalén, en el Pontifical Institute “Notre Dame of Jerusalem”. En la tierra que vio a Jesús predicar el Evangelio, curar a los enfermos, resucitar a los muertos, este curso representa para los sacerdotes una oportunidad única de renovación espiritual, recorriendo nuevamente el camino de la propia llamada vocacional y fortaleciendo las motivaciones de la elección de vida para el beneficio de la acción pastoral.

#### Cursos de formación para la vida consagrada
El Instituto de Ciencias Religiosas, durante casi diez años, ha puesto en marcha recorridos formativos específicos para la Vida Consagrada Femenina. Los cursos tienen como objetivo profundizar en algunos de los problemas que viven las religiosas dentro de las comunidades y ayudar a las formadoras a identificar y enfrentar las exigencias de las nuevas generaciones que quieren responder a la llamada.

## Enlaces internacionales
El Pontificio Ateneo Regina Apostolorum está al interno de una red internacional de instituciones de carácter educativo compuesta de 23 universidades y 10 centros de Estudios Superiores, comprometidas conjuntamente en la investigación de carácter científico-cultural. Las Universidades de la red tienen la intención crear un espacio de reflexión libre y permanente, inspirado por la fe cristiana y al servicio del crecimiento del conocimiento humano.

## Investigación
Las actividades institucionales de investigación están coordinadas por el Departamento de Investigación, que favorece la más amplia cooperación entre las Facultades e Institutos, con otras Universidades, centros de Investigación e Instituciones Culturales, públicas y privadas. El Departamento para la investigación recibe los proyectos de investigación, promueve el financiamiento y la verificación del funcionamiento de diversos proyectos. Grupos de investigación activos: Biomed@, Observador de Bioética, Neuroética.